# Čong Son-jong
Čong Son-jong (* 11. březen 1971) je bývalá korejská zápasnice-judistka, stříbrná olympijská medailistka z roku 1996.

## Sportovní kariéra
V jihokorejské reprezentaci se pohybovala od 14 let. V roce 1988 se účastnila domácích olympijských her v Soulu ukázkové disciplíny ženského juda. V roce 1992 se kvalifikovala na olympijské hry v Barceloně, ale nezvládla zápas úvodního kola s domácí Španělkou Miriam Blascovou, které podlehla na body. Po olympijských hrách v Barceloně se stala členkou judistického týmu korejské společnosti Ssangyong Cement, který vedl olympijský vítěz I Kjong-kun.
V roce 1996 odjížděla na olympijské hry v Atlantě jako favoritka na jednu z medailí a svoji pozici potvrdila. V semifinále vybodovala na yuko Španělku Isabel Fernándezová a ve finále se utkala se svojí hlavní rivalkou Kubánkou Driulis Gonzálezovou. Po minutě boje prohrávala na yuko, když nezachytila soupeřčin výpad seoi-nage. Bodové manko do konce zápasu nesmazala a získala stříbrnou olympijskou medaili. Po olympijských hrách v Atlantě ukončila sportovní kariéru. Pracuje jako učitelka na základní škole.

## Výsledky
| Turnaj            | 1988       | 1989       | 1990       | 1991       | 1992       | 1993       | 1994       | 1995       | 1996       |
| Turnaj            | 17         | 18         | 19         | 20         | 21         | 22         | 23         | 24         | 25         |
| Turnaj            | lehká váha | lehká váha | lehká váha | lehká váha | lehká váha | lehká váha | lehká váha | lehká váha | lehká váha |
| ----------------- | ---------- | ---------- | ---------- | ---------- | ---------- | ---------- | ---------- | ---------- | ---------- |
| Olympijské hry    | 2.         |            |            |            | úč.        |            |            |            | 2.         |
| Mistrovství světa |            | 3.         |            | 5.         |            | 5.         |            | 2.         |            |
| Asijské hry       |            |            | —          |            |            |            | 1.         |            |            |
| Mistrovství Asie  | 3.         |            |            | —          |            | 1.         |            | 1.         | —          |